# Gia Luật Đại Thạch
Gia Luật Đại Thạch (耶律大石 Yēlǜ Dàshi) hay Gia Luật Đạt Thực (耶律達實 Yēlǜ Dáshí) là người sáng lập nên vương triều Tây Liêu. Trong các tài liệu Hồi giáo, ông được biết đến với tên Nūshī Taifū, Qushqin Taifū hay Qushqīn, con trai của Baighū.

## Cuộc sống ban đầu
Gia Luật Đại Thạch là thành viên của hoàng tộc Khiết Đan, hậu duệ đời thứ tám của Liêu Thái Tổ, người sáng lập nên triều Liêu, thế lực cai trị Nội Mông, Ngoại Mông và Mãn Châu từ thế kỷ 10. Ông sinh vào khoảng năm 1087, và giữa các chức vụ khác nhau trong chính quyền Liêu, và rồi trở thành một tướng lĩnh quân sự.

## Khi Nữ Chân xâm lược
Người Nữ Chân, một dân tộc Tungus bản địa ở Mãn Châu, đã lập nên nhà Kim vào năm 1115 và bắt đầu thống trị Mãn Châu. Người Nữ Chân lập Liên minh Hải Thượng với nhà Tống đế tấn công nước Liêu, và đến năm 1122 người Nữ Chân đã chiếm được phần lớn lãnh thổ của Liêu, bao gồm cả Thượng Kinh. Hoàng đế nhà Liêu là Liêu Thiên Tộ Gia Luật Diên Hi đã chạy đến khu vực phía tây, và người thúc Gia Luật Thuần đã thành lập nên nước Bắc Liêu tại Nam Kinh của vương triều (tức Bắc Kinh ngày nay). Quân Tống dưới quyền chỉ huy của Đồng Quán đã tấn công Bắc Liêu từ phía nam, nhưng dưới sự lãnh đạo của Đại Thạch, quân Khiết Đan đã chống trả được cuộc tấn công của Tống. Tuy nhiên, Nữ Chân vẫn tiếp tục tấn công từ phía bắc, và chiếm được Nam Kinh vào năm 1123. Đại Thạch đem quân về phía tây cùng Hoàng đế Thiên Tộ.
Đại Thạch về sau bị người Nữ Chân bắt, nhưng đã trốn thoát sau đó chín tháng để trở về bên hoàng đế. Tuy nhiên, vua lại thông báo ý định tấn công Nữ Chân, một hành động mà Đại Thạch cho là điên rồ vì Nữ Chân đang ở thế mạnh. Do không thể thuyết phục được vị hoàng đế, năm 1124, Đại Thạch đã dẫn một tốp người Khiết Đan theo mình đến Khả Đôn (Kedun), một thành đồn trú của Liêu ở vùng tây bắc. Hoàng đế Thiên Tộ bị người Nữ Chân bắt và năm 1125 và triều Liêu đi đến hồi kết.

## Sáng lập Tây Liêu
Tại thành Khả Đôn, Đại Thạch sắp xếp lực lượng của mình, và các chiến binh được tuyển từ các bộ lạc khác và tuyên bố phục hồi nhà Liêu. Tuy nhiên, người Nữ Chân đã phát triển quá mạnh, đến năm 1130, Đại Thạch đã lựa chọn tây tiến và lập căn cứ tại đó. Nhiều thành viên của các bộ lạc khác đã đi theo ông, thủ lĩnh người Duy Ngô Nhĩ của Cao Xương Hồi Hột cũng cam kết lòng trung thành của mình với ông.
Năm 1131 hoặc 1132, Gia Luật Đại Thạch được những người đi theo tôn là Cúc nhi hãn (Gürkhan, lãnh tụ của các hãn). Ông đã tăng cường lực lượng của mình, dần dần mở rộng quyền thế đến khu vực Qayaliq và Almaliq.

## Đánh bại Khách Lạt
Nỗ lực ban đầu nhằm chiếm Kashgar của lực lượng Gia Luật Đại Thạch đã thấp bại khi người cai trị của Khách Lạt hãn quốc (Kara-Khanid) tại đó đẩy lùi cuộc tấn công. Tuy nhiên, người cai trị tại Balasaghun, gặp khó khăn với các đội quân du mục của người Cát La Lộc (Karluk) và Khương Lý (Qanqli), đã nhờ Đại Thạch giúp đỡ và mời đội quân của ông đến. Đại Thạch thay vào đó đã chiếm thành phố, theo sử gia Ba Tư Ata-Malik Juvayni, "lên ngai vàng mà không mất gì.". Đại Thạch sau đó đã thiết lập quyền lực của mình tại Kashgar, Khotan, Kirghiz, và trung tâm của người Uyghur tại Beshbalik. Tuy nhiên, một nỗ lực nhằm tái lập triều Liêu tại Trung Quốc đã thất bại.
Năm 1137, Đại Thạch tây tiến đến Ferghana, và xung đột với nhà nước Tây Khách Lạt hãn quốc. Tại Khujand, ông đã đánh bại người cai trị Karakhanid là Mahmud.

### Trận Qatwan
Khách Lạt hãn quốc là chư hầu của Seljuk, và vào năm 1141, quốc vương Seljuk là Ahmad Sanjar đã hành quân đến Tây Liêu. Tuy nhiên, trong trận Qatwan, Đại Thạch đã giành được một chiến thắng quyết định chống lại người Thổ Seljuk. Quân Seljuk bị thiệt hại nặng nề, và Sanjar chỉ có thể thoát thân mình, còn vợ và một số chiến binh giỏi nhất của ông đã bị bắt giữ. Sức mạnh của Seljuk giảm mạnh sau trận chiến, và việc nhà nước này sụp đổ đã gây nên nội chiến. Tây Liêu đã trở thành thế lực thống trị vùng Trung Á, Khwarazm và Karakhanid đã trở thành các chư hầu của Tây Liêu.
Chiến thắng của ông tại Samarkand (trận Qatwan) chống lại quân Seljuk Hồi giáo của Ahmad Sanjar, và mối quan hệ thân thiện của ông với Cảnh giáo, đã ảnh hưởng đến Tây Liêu, đã dẫn đến việc ông được liên tưởng với Prester John, một vị vua Thiên Chúa giáo ở phía đông, người "Dự định" đánh bại Hồi giáo. Giám mục Otto of Freising lần đầu tiên ghi chép câu truyện vào năm 1145.

## Qua đời và di sản
Gia Luật Đại Thạch mất năm 1143 khi đang là chủ nhân của phần lớn vùng Trung Á. Khi ông mất, đế quốc Tây Liêu bao trùm các khu vực Transoxiana, Fergana, Semirechye, Lòng chảo Tarim và Uyghuria. Triều đại của gia tộc Gia Luật tồn tại cho đến khi bị Thành Cát Tư Hãn chinh phục vào năm 1218.